# Bergama

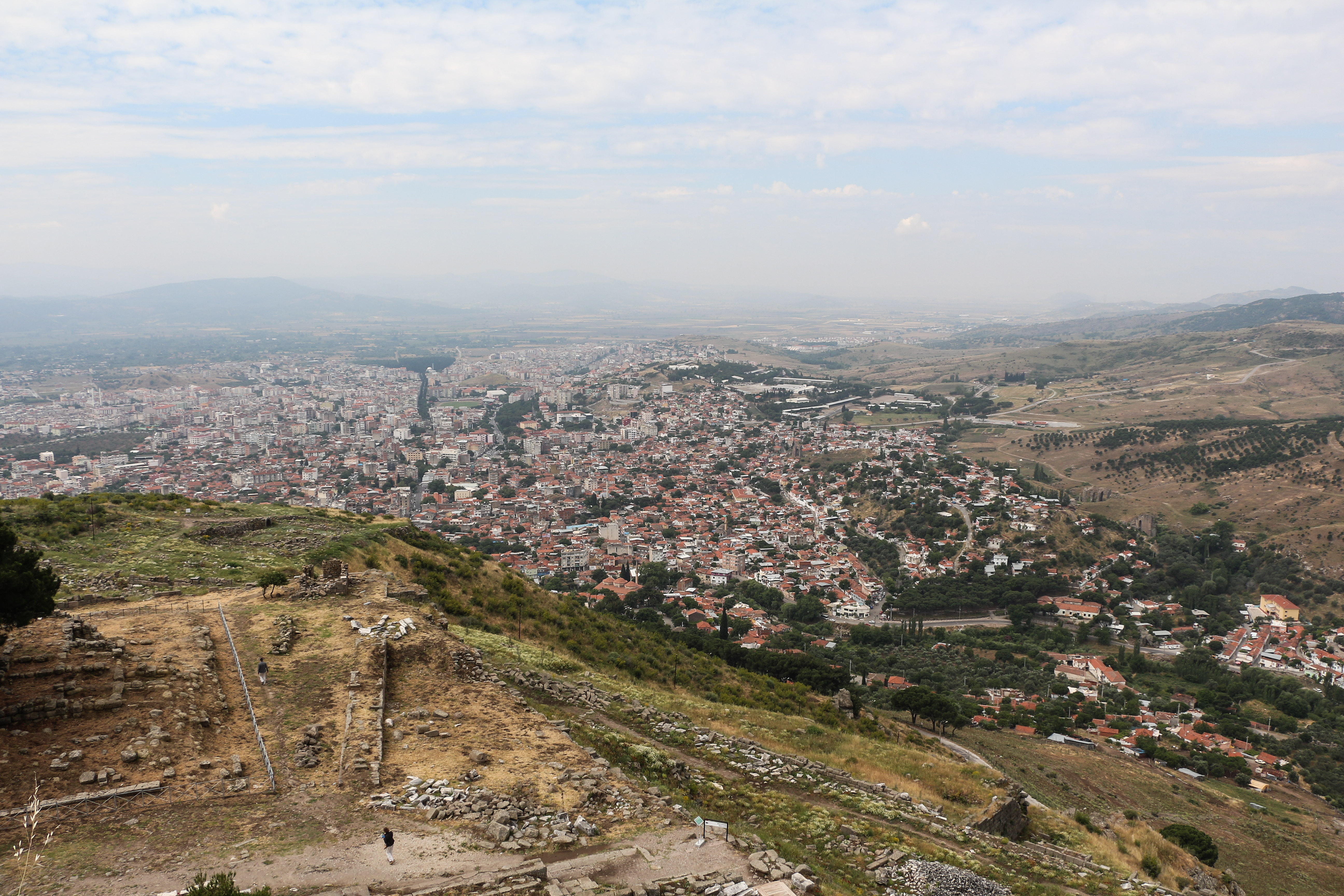
Blick auf die Stadt

 Bergama (lateinisch Pergamum, griechisch Pergamon) ist eine Stadtgemeinde (Belediye) im gleichnamigen Ilçe (Landkreis) der Provinz Izmir in der türkischen Ägäisregion und gleichzeitig ein Stadtbezirk der 1984 gebildeten Büyükşehir belediyesi İzmir (Großstadtgemeinde/Metropolprovinz). Seit der Gebietsreform ab 2013 ist die Gemeinde flächen- und einwohnermäßig identisch mit dem Landkreis.
Bergama ist der größte Kreis/Stadtbezirk der Provinz/Büyükşehir und liegt im Norden dieser. Im Norden grenzt Bergama an die Provinz Balikesir. Am nordöstlichen Stadtrand, östlich des Burgbergs (Akropolis), befindet sich die Kestel-Talsperre.
In der Antike befand sich hier die Stadt Pergamon, im Hellenismus die Hauptstadt des Reichs der Attaliden, das sich über große Teile des westlichen Kleinasiens erstreckte. Deren Ruinen sind Forschungsgegenstand von Ausgrabungen des Deutschen Archäologischen Instituts.

## Verwaltung
Der Kreis (bzw. Kaza als Vorgänger) existierte schon vor Gründung der Türkischen Republik 1923. Zur ersten Volkszählung (1927) lebten hier 64.129 Menschen (auf 2.650 km² Fläche) in 170 (!) Dörfern, 13.868 Menschen wohnten im Verwaltungssitz.
(Bis) Ende 2012 bestand der Landkreis neben der Kreisstadt aus fünf Stadtgemeinden (Belediye) Ayaskent, Bölcek, Göçbeyli, Yenikent und Zeytindağ sowie 114 Dörfern (Köy) in sechs Bucaks (Dereköy, Göçbeyli, İsmailli, Yukarıbey, Zeytindağ und Merkez Bucağı). Die Dörfer wurden während der Verwaltungsreform 2013/2014 in Mahalle (Stadtviertel/Ortsteile) überführt, ebenso wurden die 14 Mahalle der o. g. fünf Mahalle zu jeweils einem vereinigt. Die 18 Mahalle der Kreisstadt blieben unverändert erhalten. Durch die Herabstufung der Belediye und Dörfer zu Mahalle stieg deren Zahl auf 137 an. Ihnen steht ein Muhtar als oberster Beamter vor.
Ende 2020 lebten durchschnittlich 766 Menschen in jedem Mahalle, Fatih Mah. (17.042) und Maltepe Mah. (11.274) waren die bevölkerungsreichsten davon.

## Geschichte
Zur Geschichte im Altertum und zur Grabungsgeschichte siehe den Artikel Pergamon.
Nachdem um 1300 die Türken in Kleinasien eingewandert waren, gehörte Bergama zum Beylik Karesi. Als die Osmanen unter Sultan Orhan I. das Beylik annektierten, wurde die Stadt zum Gerichtsbezirk (kaza) des Sandschaks Khudāwendigār (Bursa) im Eyâlet Anatolien, später des Sandschaks İzmir im Vilâyet von Aydın. Nach der Schlacht um Bergama besetzten griechische Truppen in den Jahren 1919–1923 die Stadt, die aber im Zuge des Bevölkerungsaustauschs nach dem Vertrag von Lausanne ihre griechischen Einwohner verlor und von umgesiedelten Türken aus Griechenland besiedelt wurde. Im Jahr 1950 wurde die Bevölkerungszahl mit 16.500 bzw. 16.419 angegeben.

## Städtepartnerschaften

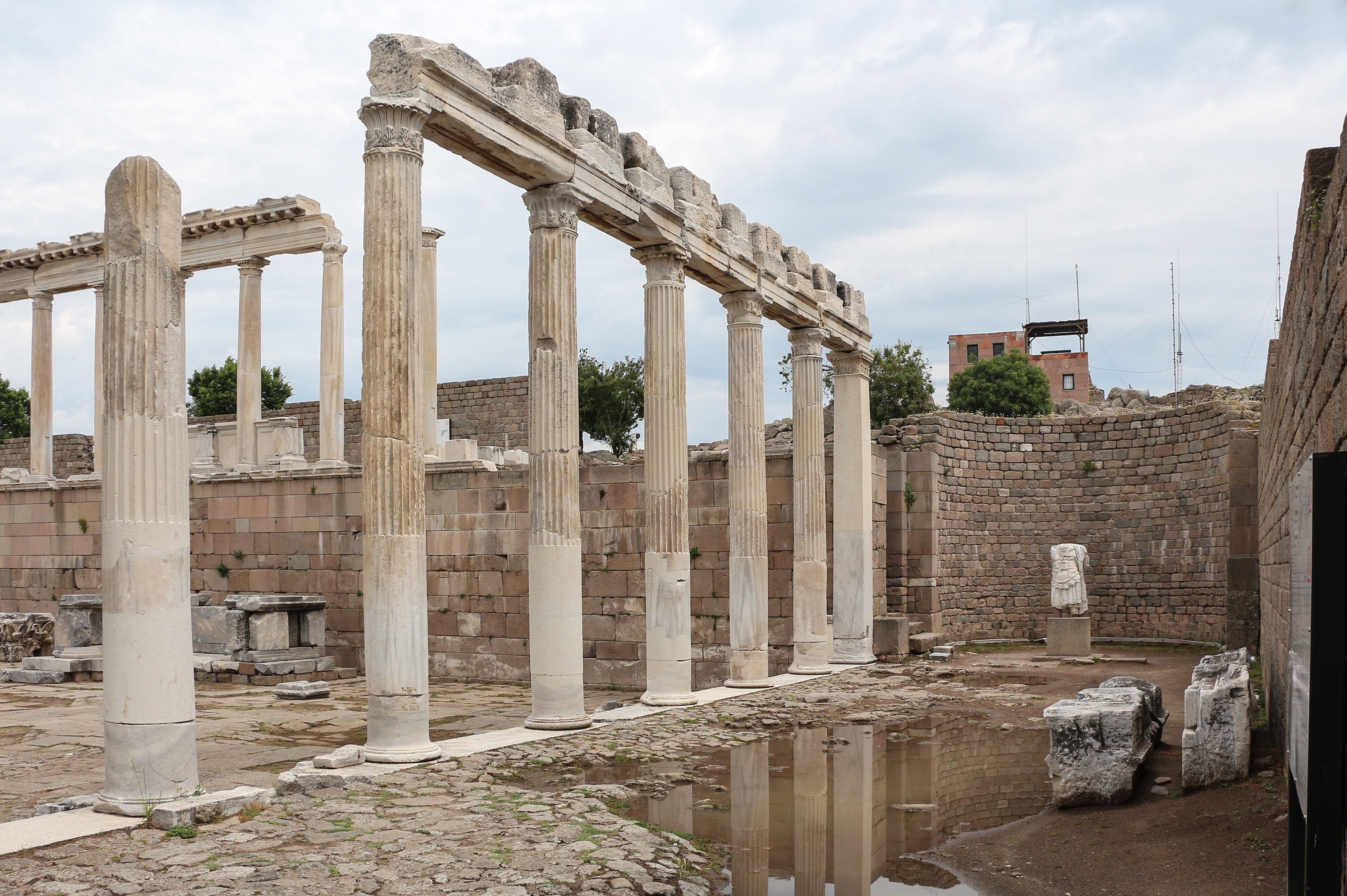
Trajan-Tempel in Pergamon

Bergama unterhält mit folgenden Städten Partnerschaften:
- Böblingen, (Deutschland), seit 1967
- Assenowgrad, (Bulgarien), seit 1992[6]

## Persönlichkeiten
- Cengiz Doğu (1945–2019), türkisch-deutscher Publizist, Dichter, Drehbuchautor und Menschenrechtsaktivist
- Hüsnü Şenlendirici (* 1976), türkischer Musiker
- Eren Güngör (* 1988), Fußballspieler
- Semih Kaya (* 1991), türkischer Fußballspieler

## Kunsthandwerk
Im Kreis werden Teppiche gewebt, die auch den Ortsnamen tragen:
- Yağcıbedir
- Kazdağı
- Yuntdağı
- Yüncü Karakeçili
- Kozak

Einige ältere Exemplare sind vor Ort im staatlichen Archäologischen Museum ausgestellt. In den 1980er Jahren entstanden in den Regionen Ayvacık und Yuntdağ nahe der Stadt Bergama die Kooperativen der DOBAG-Initiative, von denen eine Erneuerung des traditionellen Handwerks des Teppichknüpfens mittels handgesponnener, mit Naturfarben eingefärbter Wolle ausging.